# Ida Thoresen
Ida Thoresen (née le 10 août 1863 à Göteborg et morte le 29 octobre 1937 à Stockholm) est une sculptrice suédoise.

## Biographie
Ida Thoresen naît à Göteborg en 1863 ; son père, Carl Thoresen est un commercant norvégien tandis que sa mère, Sophie Chambers, est anglaise ; elle voyage donc fréquemment pour des raisons familiales. Carl Thoresen meurt en 1878 et Ida hérite de sa fortune.
Elle vit un temps à Paris, entre 1895 et 1900, où elle étudie la sculpture à l’académie Julian et à l’académie Colarossi (notamment avec Jean-Antoine Injalbert). C’est à cette époque que Thoresen rencontre Elisabeth Barnekow, elle aussi artiste, avec qui elle entretient une correspondance soutenue. Toutes deux voyagent à travers l’Europe dans le cadre de leurs commandes respectives, pour du tourisme ou pour soulager la santé de Barnekow.
Thoresen expose pour la première fois en 1897 à Paris et reçoit un prix de la Société des artistes français. En 1910, elle fait partie des membres fondatrices de l’Association des femmes artistes suédoises (Föreningen Svenska Konstnärinnor ou FSK), sur le modèle de l’Union des femmes peintres et sculpteurs française ou de la Society of Women Artists britannique. Cette association s’implique pour la reconnaissance des artistes suédoises, en organisant un salon annuel (à partir de 1911) et en participant à des expositions internationales comme l’Exposition baltique (en) en 1914. Thoresen contribue à mettre en évidence la place des femmes dans le milieu artistique suédois, dans lequel certaines sociétés artistiques sont réservées aux hommes.
En 1930, elle reçoit le prix Litteris et Artibus.

## Vie personnelle
Elle vit et travaille avec Barnekow à Stockholm, où les deux femmes reçoivent leurs amis et collègues, mais aussi la presse.
Ida Thoresen meurt à Stockholm en 1937, et est enterrée à Sörby, à côté de sa compagne Elisabeth Barnekow.

## Œuvres
- Ängeln, mausolée de James Fredrik Dickson au château de Tjolöholm, commandité par Blanche Dickson[5]
- Aposteln Johannes, buste de Jean, primé en 1897
- En gammal bondkvinna, portrait en marbre d’Elisabeth Barnekow
- Soldyrkaren (1897)
- Livglädjen
- Nirvana, statue en granit noir (1920)
- Sfinxen, buste en granit noir (1920)
- Över djupen, bronze (1916)